# Synoden i Whitby
Synoden i Whitby var en synod som hölls i Whitby i Northumbria år 664. Kung Oswiu av Northumbria fastställde då hur man i hans kungadöme skulle räkna ut tiden för påsk och att munkar skulle bära tonsur enligt romersk-katolska kyrkans praxis, istället för att iaktta de seder och bruk som iriska munkar följde i Iona och dess systerkloster. Synoden sammankallades i Hilda av Whitbys kloster i Streonshalh (Streanæshalch), senare kallat Whitby Abbey.

## Källor

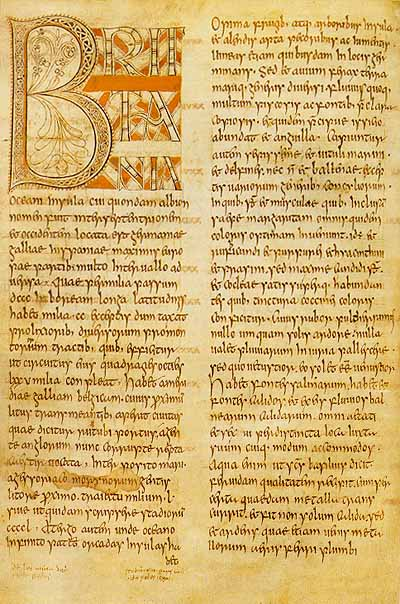
Ett blad ur Bedas Historia Ecclesiastica gentis Anglorum.

## Bakgrund
Under 600-talet fanns det två huvudsakliga kristna traditioner i Britannien med olika liturgi, dels den Ioniska, dels den romersk-katolska inriktningen. Ionisk praxis inbegrep iriska munkar i ett kloster på ön Iona (en tradition inom keltisk kristendom) medan den romersk-katolska praxisen följde romersk-katolska kyrkans seder sådana de föreskrevs av Rom. I kungariket Northumbria levde dessa traditioner sida vid sida och uppmuntrades av olika kungliga hov. Edwin av Northumbria hade övergått till kristendomen under påverkan av missionärer som sänts ut från Rom av påve Gregorius I och hade därigenom fört in romersk-katolsk praxis i sitt rike. Efter hans död rådde politisk instabilitet under ett år innan Oswald av Northumbria besteg tronen. Han hade lärt sig kristen praxis av munkarna på Iona då han vistades där i sin ungdom, då han tvingats gå i exil. Han hade uppmuntrat missionärer från Iona, särskilt den berömde biskopen Aidan av Lindisfarne, att fortsätta arbetet med att kristna Northumbria.
En av de huvudsakliga skillnaderna mellan de båda traditionerna, och därmed en källa till det som kallas för påskstriden, var sättet att beräkna tiden för påskhelgen. Fornkyrkan hade ursprungligen sannolikt firat påsk i enlighet med den judiska högtiden pesach, vilken hölls den fjortonde dagen av den första lunarmånaden i det judiska året, Nisan. Enligt Johannesevangeliet 19:14 var det dagen för Jesu uppståndelse.  Emellertid fastställde Första konciliet i Nicaea år 325 att kristna inte längre skulle använda den judiska kalendern, utan istället fira dagen för Jesu uppståndelse på en söndag, så som hade blivit praxis i Rom och Alexandria. Att räkna ut den rtta dagen för Jesu uppståndelse var en komplicerad process vilket bland annat krävde en lunisolarkalender). Olika räknetabeller uppstod, vilket resulterade i olika dagar för påsk.
Under 660-talet använde fortfarande Ionas anhängare en variant av 200-talsbiskopen Augustalis 84-årscykel medan Rom sedan länge använde sig av Dionysius Exiguus 532-årscykel vilket gjorde att påsken firades i enlighet med den egyptiska kalendern. Ionas cykel gjorde inte bara att påsken ofta firades på olika datum, men man medgav även att påsken kunde firas den 14 Nisan, det vill säga dagen då påskalammet slaktades enligt judisk sed. Romersk sed innebar att påsken ett sådant år flyttades till en annan vecka (se computus). Omkring år 602 blev den iriske missionären Columbanus lyst i bann av en fransk synod för att han följde sitt hemlands sätt att beräkna påsk. Frankerna följde i sin tur ytterligare en variant av computus som tagits fram av Victorius av Aquitaine. Columbanus överklaganden till påve Gregorius I hade inte fått gehör och han hade därför tvingats att bege sig från biskopens jurisdiktion. Både Victorious och Dionysius beräkningar var mer exakta än den allmänt använda kalendern och under 630-talet antogs ett av de nya sätten av en synod på södra Irland. Politisk och kyrklig tveksamhet om befogenheten att ändra på gamla traditioner kastade en skugga över frågan: både i Wales och i Frankerriket stod man emot ändringen i ytterligare ett sekel.
Frågan om rätt dag för firandet av den viktigaste kristna högtiden hade redan lett till uppenbar oenighet vid hovet i Northumbria: drottning Eanflæd av Bernicia och hennes uppvaktning firade påsk på en annan dag än hennes make, kung Oswiu av Northumbria. Detta betydde att en del av hovet fortfarande fastade, medan den andra delen av hovet festade.. Trots detta medförde inte denna oenighet några problem så länge den respekterade Aidan var i livet. Efter dennes död kom hans efterträdare, Finan av Lindisfarne, att utmanas av munken Ronan, en irländare som utbildats i Rom och som ville att det romerska sättet att beräkna påsk skulle antas. Det var dock under Colmán av Lindisfarne, den tredje munken från Iona som utnämndes till biskop av Northumbria, som konflikten skulle komma att behöva ett kungligt ingripande och lösning på frågan.

## Sammankallande av synoden
En viktig person i sammankallandet av synoden var Alhfrith, Oswiu's son och vicekung i Deira. Henry Mayr-Harting såg honom som  "huvudorsak till de problem som ledde till synoden". I början av 660-talet förvisade Alhfrith Ionas munkar från klostret i Ripon och gav det som förläning till Wilfrid, en prästman från Northumbria som nyss återvänt från Rom.  Alhfriths position vid hovet, hans befordran av Wilfrid (som senare skulle bli talesperson för Roms syn på påsktiden vid synoden) bidrog till synen att han bidrog kraftigt till sin fars sammankallelse till synod.
Synoden hölls i Streanæshalch, vid ett kloster tillhörigt Hilda av Whitby, som var en mäktig adelsperson och själv anhängare av Ionas praxis. Även om det i huvudsak är accepterat att synoden hölls på den plats som senare kom att kallas Whitby Abbey är man inte helt säker. Ett möjligt alternativ skulle kunna vara Strensall, inte långt från York.
Iona representerades av Colmán av Lindisfarne som var biskop av Northumbria. Som talesperson för Rom hade drottning Eanflæd sänt sin kaplan Romanus, tillsammans med Agilbert, en frankisk biskop som också upprätthöll en biskopsstol i England. Eftersom Agilbert inte talade fornengelska och därför inte kunde föra en avancerad diskussion, utsågs Wilfrid till huvudförhandlare för Rom. Kung Oswiu ledde synoden och förbehöll sig rätten till utslagsröst, och därigenom utgöra kungsord för den ena eller andra sidan.

## Beslut
Biskop Colmán hävdade att Ionas metod var den rätta, eftersom den praktiserats av deras grundare Columba som, förutom att han var ett helgon av obestridlig auktoritet, också sades ha följt samma tradition som aposteln Johannes, som var en av de tolv apostlarna och därtill evangelist.
Enligt Beda byggde Wilfrid sin argumentation på att:
1. det var praxis i Rom, där apostlarna Petrus och Paulus hade "bott, predikat, lidit och ligger begravda"
2. det var generell praxis inom den romersk-katolska kyrkan, så långt bort som Egypten
3. aposteln Johannes praxis var annorlunda på grund av hans församlings särskilda behov och hans ålder och att man sedan dess, vid första konciliet i Nicaea, hade antagit en annan praxis
4. Columba gjort så gott han kunnat med tanke på hans bildningsnivå och att hans irreguljära praxis var ursäktlig, men att de närvarande munkarna från Iona inte kunde skylla på okunnighet
5. hur man än förhöll sig inte kunde sätta sig över Petrus (eller dennes efterträdare på biskopsstolen i Rom)

Oswiu frågade båda sidor om de var eniga om att Kristus givit Petrus nycklarna till himmelriket och om han förklarats vara den klippa på vilken kyrkan skulle byggas. Detta bekräftades av de båda parterna. Oswiu förkunnade då sin vilja till förmån för den som hade nycklarna till himmelriket, det vill säga Roms (och Petrus) praxis.

## Resultat
Synoden i Whitby fastställde romersk praxis att gälla och "inordnade därigenom kyrkan i Northumbria i den romersk-katolska kulturens mittfåra." Biskopssätet i Northumbria överfördes till York från Lindisfarne. Wilfrid, som varit huvudförhandlare för Roms ståndpunkt, blev senare biskop av Northumbria medan Colman och hans anhängare från Iona drog sig tillbaka dit. Colmán fick ta med sig några av Aidans reliker, eftersom Aidan varit så viktig då Ionas kristna tradition kom till Northumbria. För att ersätta de kyrkomän som nu lämnade sina ämbeten valde Oswiu i huvudsak irländare från de delar av Irland som följde Roms tradition (vilket större delen av Irland redan gjorde under 660-talet).

## Arv och historisk betydelse
Om fokus under synoden i Whitby låg på just de beslut som fattades var det bara en av många rådslag kring hur påsken skulle beräknas i den romersk-katolska kristenheten under tidig medeltid. Synoden betonade frågan om hur påsktiden skulle beräknas och hur en korrekt tonsur skulle se ut., och rörde bara den del av engelska kyrkan som tillhörde biskopsstolen i Lindisfarne – det vill säga, det var en angelägenhet för Northumbria. Wilfrids förespråkande för den romerska påsken har kallats "en triumfatorisk inslagning av en öppen dörr" eftersom större delen av Irland redan antagit romersk praxis och Iona därför "redan löpte risken att bli knuffade åt sidan av sina iriska rivaler".
Om fokus under synoden i Whitby däremot låg på eventuella konsekvenser är det möjligt att se dess effekt som mer än bara beslut om hårklippning och påskdatum. Den kan istället ses som ett viktigt steg på vägen för en eventuell romersk-katolisering av kyrkan i England. Denna katolisering skulle visserligen ha skett i alla fall, utan synoden i Whitby. Inte desto mindre, framförallt efter reformationen, har synoden symboliskt setts som en kamp mellan den keltiska kyrkan och den romersk-katolska kyrkan. Oswius beslut skulle därmed ses som ett underkuvande av den keltiska kyrkan till Roms fördel. Det finns en pågående diskussion om huruvida det verkligen kan sägas ha funnits en reell kamp mellan en keltisk kyrka mot en romersk-katolsk kyrka, före respektive efter Whitby. Till ganska nyligen omfattade universitetskursen i kyrkohistoria vid Scottish Divinity Faculty perioden från Apostlagärningarna till år 664 för att sedan fortsätta från 1560. Patrick Wormald säger:
Från George Buchanans tid, då de första tankarna på skapandet av en skotsk kyrka dök upp, till ett häpnadsväckande sent datum, fanns det motiv för en antiromersk, antiepiskopal och, under 1800-talet, antiinstitutionell hållning i den Columbanska eller "keltiska" kyrkan. /.../ Tanken att det fanns en "keltisk" kyrka enligt någon slags postreformatorisk syn är fortfarande ohyggligt svårt att radera ur studenternas hjärnor."
Oavsett hur det ligger till är symboliken av en keltisk kyrka viktig för dess anhängare efter reformationen.
Genom att placera synoden i dess rätta historiska kontext har också historiker, specialiserade på den anglosaxiska tiden, noterat synodens betydelse för de samtida politiska spänningarna. Henry Mayr-Harting ansåg att Alhfriths intresse för att sammankalla synoden skall ses som ett uttryck för dennes önskan att utmana sin far om tronen i Bernicia och för att ersätta Colmán med en biskop som var mer samstämmig med Alhfrith själv.